# Onagraceae
Famille
Classification APG III (2009)
Sous-familles de rang inférieur
- Ludwigioideae
- Onagroideae

Synonymes
- Circaeaceae Bercht. & J. Presl, 1820[1]
- Epilobiaceae Vent., 1799[2]
- Fuchsiaceae Lilja, 1870[3]
- Isnardiaceae Martinov, 1820[4]
- Jussiaeaceae Martinov, 1820[5]
- Lopeziaceae Lilja, 1870[6]
- Oenotheraceae C.C. Robin, 1807[7]

Les Onagraceae (les Onagracées ou Œnothéracées en français) sont une famille de plantes à fleurs dicotylédones de l'ordre des Myrtales. Elle comprend une vingtaine de genres et environ 640 espèces.
Ce sont des arbustes (quelquefois des arbres) et des plantes herbacées annuelles, bisannuelles ou pérennes, parfois aquatiques, des régions froides à tropicales.
Les fleurs sont hermaphrodites, régulières ou presque régulières. Le calice est formé de 4, rarement 2 ou 5, divisions caduques ou persistantes et soudées à leur base en un tube calicinal. Les pétales sont au nombre de 4, rarement 2 ou 5. Les 4, 8 ou 10 étamines sont insérées avec les pétales au sommet du tube calicinal. Le style unique est filiforme et porte 1,4 ou 5 stigmates soit rapprochés en tête ou en massue, soit libres et étalés en croix. L'ovaire infère présente 4 loges polyspermes ou rarement 1-2 loges monospermes.
Dans cette famille on peut citer les genres suivants :
- Circaea, avec l'herbe aux sorciers (Circaea lutetiana)
- Epilobium et Chamerion, les épilobes. Ils sont de grandes inflorescences de fleurs roses reconnaissables à l'allongement important de l'ovaire comme le laurier de Saint-Antoine (Chamerion angustifolium).
- Fuchsia, qui a donné de nombreuses variétés ornementales
- Oenothera, les onagres aux grandes fleurs jaunes
- Ludwigia, les jussies, les isnardies et les ludwigies, des plantes aquatiques, envahissantes dans les plans d'eau calme en Europe.

## Dénomination

### Étymologie
Les Onagraceae sont aussi nommées Œnotheracea, en effet le genre type Oenothera est appelé communément « herbe aux ânes » en référence à l’âne Equus hemionus, hémione ou onagre, commun au Proche Orient et en Asie.
Le nom de famille « Onagraceae » vient du grec onagra, formé des mots grecs ονοσ / onos, « âne » et αγριοσ / agrios, « sauvage »), attesté dans cet emploi chez Dioscoride, par l'intermédiaire du latin onagra ou oenagra, par rapprochement avec le préfixe oeno-, vin, du fait de l'odeur vineuse des racines séchées de la plante ou de l'utilisation de la racine infusée pour apprivoiser les bêtes sauvages.
Le nom de genre Oenothera vient du grec οινοί / oïnos', « vin » et du suffixe ther, « bête sauvage ; chasser ; rechercher », littéralement « vin pour chasser (ou chercher) les bêtes sauvages ».

### Nom vernaculaire
L'onagre est appelée en anglais evening primrose, littéralement « primevère du soir ».

## Liste des genres

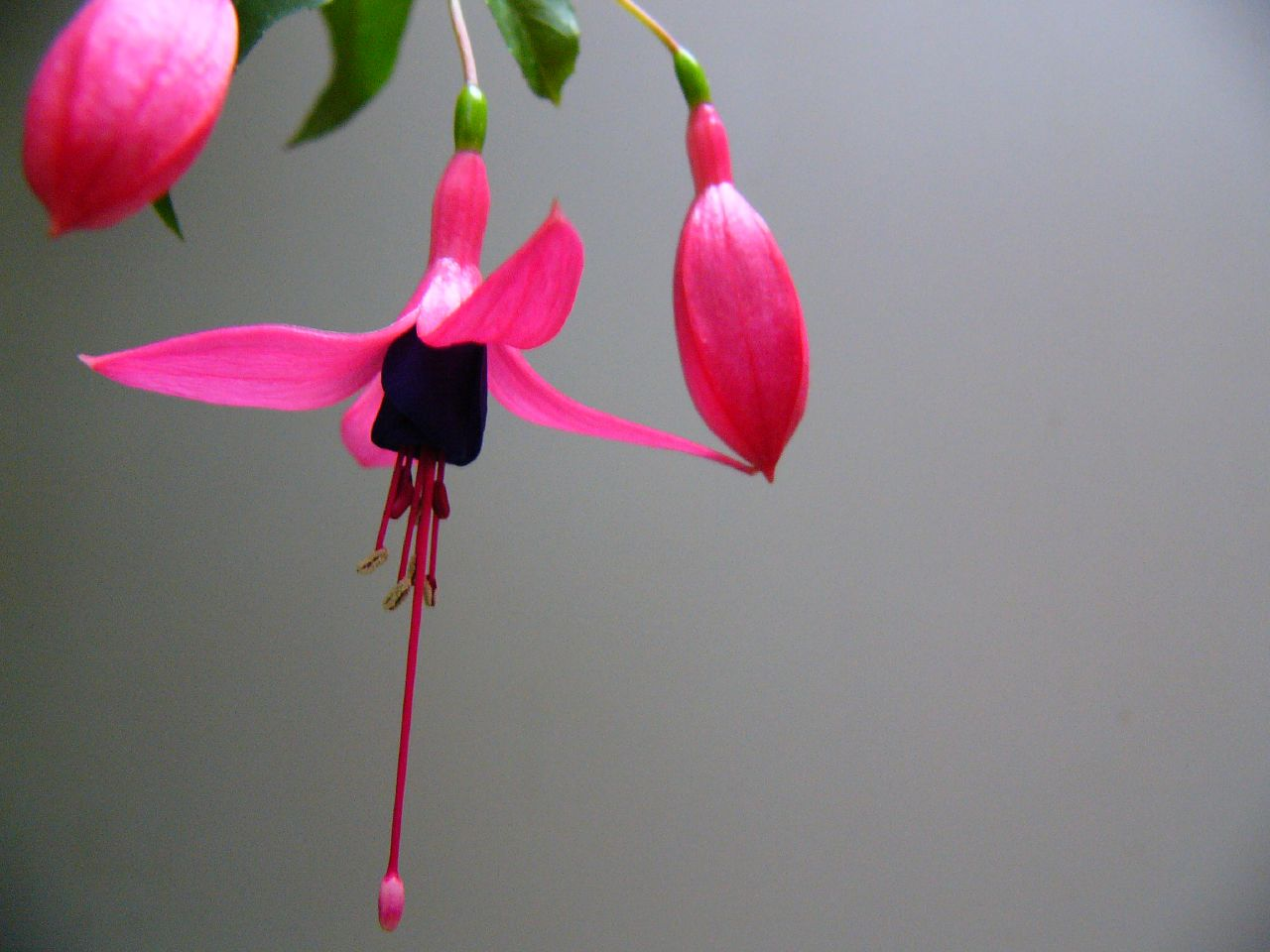
Fleur de fuchsia.

Selon Angiosperm Phylogeny Website (1 juin 2010) :
- Camissonia
- Cammissoniopsis
- Chamerion
- Chylismiella
- Circaea
- Clarkia
- Epilobium
- Eremothera
- Eulobus
- Fuchsia
- Gayophytum
- Gongylocarpus
- Hauya
- Holmgrenia
- Lopezia
- Ludwigia
- Megacorax
- Oenothera
- Taraxia
- Tetrapteron
- Xylonagra

Selon NCBI (1 juin 2010) :
- Calylophus
- Camissonia
- Chamerion
- Chylismia
- Circaea
- Clarkia
- Epilobium
- Fuchsia
- Gaura
- Gayophytum
- Gongylocarpus
- Hauya
- Lopezia
- Ludwigia
- Megacorax
- Mkilua
- Oenothera
- Stenosiphon
- Xylonagra

Selon DELTA Angio (1 juin 2010) :
- Boisduvallia
- Calylophus
- Camissonia
- Circaea
- Clarkia
- Epilobium
- Fuchsia
- Gaura
- Gayophytum
- Gongylocarpus
- Hauya
- Jussiaea
- Lopezia
- Ludwigia
- Oenothera
- Stenosiphon
- Xylonagra

Selon ITIS (1 juin 2010) :
- Boisduvalia Spach
- Calylophus Spach
- Camissonia Link
- Chamerion Raf. ex Holub
- Circaea L.
- Clarkia Pursh
- Epilobium L.
- Fuchsia L.
- Gaura L.
- Gayophytum A. Juss.
- Heterogaura Rothrock
- Jussiaea
- Ludwigia L.
- Oenothera L.
- Stenosiphon Spach